# Compsophis fatsibe
Compsophis fatsibe — вид змій родини Pseudoxyrhophiidae. Ендемік Мадагаскару.

## Поширення і екологія
Compsophis fatsibe мешкають на півночі острова Мадагаскар. Вони живуть у вологих тропічних лісах, на висоті від 300 до 1100 м над рівнем моря. Ведуть деревний, нічний спосіб життя.

## Збереження
МСОП класифікує стан збереження цього виду як близький до загрозливого. Compsophis fatsibe загрожує знищення природного середовища.